# Nouvelle-Zélande aux Jeux olympiques d'été de 1996
La Nouvelle-Zélande participe aux Jeux olympiques d'été de 1996 à Atlanta.

## Médailles
| Médaille | Discipline | Épreuve                        | Athlète                                                      | Performance | Date |
| -------- | ---------- | ------------------------------ | ------------------------------------------------------------ | ----------- | ---- |
| Or       | Natation   | 200 mètres nage libre Hommes   | Danyon Loader                                                |             |      |
| Or       | Natation   | 400 mètres nage libre Hommes   | Danyon Loader                                                |             |      |
| Or       | Équitation | Concours complet individuel    | Blyth Tait                                                   |             |      |
| Argent   | Équitation | Concours complet individuel    | Sally Clark                                                  |             |      |
| Argent   | Voile      | Planche à Voile Mistral femmes | Barbara Kendall                                              |             |      |
| Bronze   | Équitation | Concours complet par équipe    | Vicky Latta, Andrew Nicholson, Blyth Tait et Vaughn Jefferis |             |      |

| Sport      | Médaille d'or, Jeux olympiques | Médaille d'argent, Jeux olympiques | Médaille de bronze, Jeux olympiques | Total |
| ---------- | ------------------------------ | ---------------------------------- | ----------------------------------- | ----- |
| Équitation | 1                              | 1                                  | 1                                   | 1     |
| Natation   | 2                              | 0                                  | 0                                   | 1     |
| Voile      | 0                              | 1                                  | 0                                   | 1     |
| Total      | 3                              | 2                                  | 1                                   | 6     |